# Khotkovo
Khotkovo - Хотьково (rus) és una ciutat de l'óblast de Moscou, a Rússia. El 2020 tenia 21.319 habitants. Es troba a la vora del riu Moskvà, a 60 km al nord de Moscou i a 11 km al sud-oest de Sérguiev Possad.

## Història
La primera menció a Khotkovo es remunta al 1308. Khotkovo rebé l'estatus de possiólok (poble) el 1938 i el de ciutat el 1949. La vila és coneguda pel seu monestir, fundat pels pares de Sergi de Ràdonej.